# Воля (психология)
Во́ля — способность человека принимать решения на основе мыслительного процесса и направлять свои мысли и действия в соответствии с принятым решением.
Воля как активный процесс принятия решения противопоставляется пассивной неосмысленной реакции на окружающие раздражители.
Во́ля — это способность индивида сознательно и целенаправленно регулировать и контролировать своё поведение и деятельность, выражающаяся в умении мобилизовать психические и физические возможности для преодоления трудностей и препятствий, стоящих на пути к поставленной цели.
Важнейшая характеристика волевого поведения — самоопределение. Человек действует произвольно, не подчиняется воздействию внешних причин. Произвольность и надситуативность — главные принципы волевого поведения.
Волевое усилие — это акт проявления, который направлен на мобилизацию всех психических и физических возможностей человека, направленных на преодоление препятствий в процессе деятельности.

## Определение воли в психологии
Понятие воли родилось в философии, где воля определяется как способность разума к самоопределению, в том числе моральному, и порождению специфической причинности. Перейдя в психологию и неврологию, определение воли утратило моральный аспект и стало трактоваться только как психическая функция. Традиционное отнесение воли к высшим психическим функциям говорит о представлении о ней как о свойстве человека, но не животного, хотя некоторые исследования животных ставят данное представление под сомнение.
В самом общем смысле воля рассматривается в психологии как способность человека к сознательной саморегуляции. Воля необходима как для совершения действия, так и для отказа от него. Основной элемент воли — это акт осознанного принятия решения. Воля близка к понятию свободы в экзистенциальной психологии в том плане, что человек, который принимает такое осознанное решение, должен оторваться от сиюминутной ситуации и либо обратиться к своему отношению к себе, своим ценностям, либо обратиться к воображению, логике и смоделировать последствия предполагаемого действия.
С. Л. Рубинштейн описывает волю в философско-психологическом понимании: «действия, регулируемые осознанной целью и отношением к ней как к мотиву, — это и есть волевые действия». Такое определение позволяет чётко отделить понятие воли от понятия желания, понятия мотивации. В этом определении наблюдается отрыв от сиюминутной ситуации в виде наличия отношения к цели, её осознания. Также важно соотношение мотива и цели. В случае, когда цель и мотив совпадают, по крайней мере, в сознании субъекта, субъект полностью управляет своей деятельностью, она не носит спонтанный характер — в деятельности имеет место воля.
Некоторые психологи смешивают понятие воли как психической функции со способностью человека стремиться к достижению цели, в результате чего можно встретить такие определения: «Воля — сознательная регуляция субъектом своей деятельности и поведения, обеспечивающая преодоление трудностей при достижении цели…».
В социологии также имеет место понятие воли. Социолог Ф. Н. Ильясов, например, определяет волю как «способность субъекта создавать иерархизированную систему ценностей и прикладывать усилия для достижения ценностей более высокого порядка, пренебрегая ценностями низкого порядка».

## Структура волевого акта
Волевые действия делятся на простые и сложные. К простым относятся те, где человек без колебания идет к намеченной цели. В сложном акте между побуждением и самим действием вклинивается довольно сложный, усложняющий это действие процесс.
В сложном волевом акте учёные выделяют четыре фазы:
1. Возникновение побуждения и предварительной постановки цели.
2. Обсуждение и борьба мотивов.
3. Принятие решений.
4. Исполнение решения.

Отличительная черта протекания волевого акта заключается в том, что формой его осуществления являются волевые усилия на любых фазах. Исполнение волевого акта связано ощущением нервно-психического напряжения.